# قط البمبات
قط البمبات (الاسم العلمي: Leopardus pajeros) هو حيوان ثديي من عائلة السنوريات ومن أسرة السنوراوات ومن جنس القط النمري ويعيش في الهضاب العالية المغطاة بالمروج (البمبات) التي تمتد من بتغونية إلى الإكوادور. يبلغ طول القطط بين 52 إلى 70 سم وتزن بين 3-7 كيلوغرام ويراوح متوسط العمر المتوقع بين 9 و16 سنة ولون الفرو متغير ويمكن أن يكون رمادياً أو بنياً أو أصفر مع خطوط البني الداكن.